# Ottomar Domrich
Ottomar Domrich (* 22. April 1819 in Oldisleben; † 1. April 1907 in Meiningen) war ein deutscher Mediziner. 

## Leben
Ottomar Domrich studierte ab 1837 an den Universitäten in Jena und Würzburg Medizin. Während seines Studiums in Jena wurde er im Wintersemester 1840/41 Mitglied der Burschenschaft Arminia auf dem Burgkeller. Er wurde 1842 mit seiner Dissertation de oesophagi strictura in Jena promoviert. Anschließend war er zunächst Hilfsarzt an den Vereinigten Heilanstalten in Jena, bevor er sich 1845 als Privatdozent für psychische Krankheiten, psychische Anthropologie, allgemeine Pathologie und Physiologie in Jena habilitierte. 1846 wurde er zum Direktor des Physiologischen Instituts in Jena ernannt. 1848 wurde er außerordentlicher Professor und 1854 ordentlicher Honorarprofessor. 
Im Jahr 1856 wurde Ottomar Domrich als Leiter des Georgen-Krankenhauses und Leibarzt des Herzogs von Sachsen-Meiningen nach Meiningen berufen, zum Medizinalrat und zum Hofrat ernannt und in die Medizinaldeputation der herzoglichen Regierung aufgenommen. Domrich wurde 1866 zum Obermedizinalrat und 1883 zum Geheimrat ernannt.
Ottomar Domrich war von 1849 bis 1851 Mitherausgeber der Jenaischen Annalen für Physiologie und Medizin.
Am 1. November 1848 wurde er mit dem akademischen Beinamen Eberhard Schmidt unter der Matrikel-Nr. 1592 als Mitglied in die Leopoldina aufgenommen.
Er war ab 19. September 1859 verheiratet mit Maria Helena, geborene von Hase (* 3. August 1832 in Jena), einer Tochter des Theologen Karl von Hase.

## Schriften
- Dissertatio inauguralis medica de oesophagi strictura. Jena 1842 (Digitalisat)
- mit Heinrich Haeser: Verhandlungen deutscher Universitätslehrer über die Reform der deutschen Hochschulen in der Versammlung zu Jena vom 21. bis 24. September 1848. Frommann, Jena 1848 (Digitalisat)
- Die psychischen Zustände, ihre organische Vermittelung und ihre Wirkung in Erzeugung körperlicher Krankheiten. Mauke, Jena 1849 (Digitalisat)